# Julie Leach
Julie Marie Jones Leach (Pasadena, 23 februari 1957) is een Amerikaanse triatlete en kajakker. Ze nam eenmaal deel aan de Olympische Spelen, maar won hierbij geen medailles.

## Biografie
Op de Olympische Spelen van 1976 in Montreal kwam ze uit op de kajak. Ze werd behaalde in de finale een zevende plaats met een tijd van 2.06,92. Voor deze sport was ze aangesloten bij Rusty Pelican Club.
In oktober 1982 eindigde Leach op een eerste plaats bij de Ironman Hawaï. Tijdens het fietsen verbeterde ze het parcoursrecord tot 5:50.36 en op het 20 km punt passeerde ze Kathleen McCartney. Ze won uiteindelijk in 10:58.21 met een voorsprong van vier minuten op McCartney.
Ze is getrouwd met Amerikaans olympiër Bill Leach (eveneens kajakker), moeder van twee kinderen en woont in Newport Beach. Ze geeft les aan het Earth Science at Arnold O. Beckman High School in Irvine, Californië.

## Titels
- Wereldkampioene triatlon op de Ironman-afstand - 1982 (okt)

## Belangrijke prestaties

### kajak
- 1976: 7e OS - 2.06,92

### triatlon
- 1982:  Ironman Hawaï (okt) - 10:58.21

1978 geen vrouwen ·
1979 Lyn Lemaire (enige vrouw) ·
1980 Robin Beck ·
1981 Linda Sweeney ·
1982 (feb.) Kathleen McCartney ·
1982 (okt.) Julie Leach ·
1983 Sylviane Puntous ·
1984 Sylviane Puntous ·
1985 Joanne Ernst ·
1986 Paula Newby-Fraser ·
1987 Paula Newby-Fraser ·
1988 Erin Baker ·
1989 Paula Newby-Fraser ·
1990 Erin Baker ·
1991 Paula Newby-Fraser ·
1992 Paula Newby-Fraser ·
1993 Paula Newby-Fraser ·
1994 Paula Newby-Fraser ·
1995 Karen Smyers ·
1996 Paula Newby-Fraser ·
1997 Heather Fuhr ·
1998 Natascha Badmann ·
1999 Lori Bowden ·
2000 Natascha Badmann ·
2001 Natascha Badmann ·
2002 Natascha Badmann ·
2003 Lori Bowden ·
2004 Natascha Badmann ·
2005 Natascha Badmann ·
2006 Michellie Jones ·
2007 Chrissie Wellington ·
2008 Chrissie Wellington ·
2009 Chrissie Wellington ·
2010 Mirinda Carfrae ·
2011 Chrissie Wellington ·
2012 Leanda Cave ·
2013 Mirinda Carfrae ·
2014 Mirinda Carfrae ·
2015 Daniela Ryf ·
2016 Daniela Ryf ·
2017 Daniela Ryf ·
2018 Daniela Ryf ·
2019 Anne Haug